# 2004-es labdarúgó-Európa-bajnokság (döntő)
A 2004-es labdarúgó-Európa-bajnokság döntőjét a lisszaboni Estádio da Luz stadionban, 2004. július 4-én 20:45-től játszották. A mérkőzés győztese nyerte a 12. labdarúgó-Európa-bajnokságot. A két résztvevő Portugália és Görögország volt, korábban még egyik válogatott sem szerepelt Eb-, vagy vb-döntőben.
A találkozón meglepetésre 1–0-ra Görögország nyert, ezzel történetük első Európa-bajnoki címüket szerezték.

## Történelmi érdekességek
Az Eb-k történetében először fordult elő, hogy a nyitómérkőzést és a döntőt is ugyanaz a csapat játszotta. Portugália a negyedik olyan csapat, amely házigazdaként jutott a döntőbe, azonban 1964-ben, 1968-ban és 1984-ben is a házigazda nyert a döntőben, így Portugália az első olyan csapat lett, amely rendezőként vesztette el az Eb-döntőt.

## Út a döntőig

### Eredmények
| Csapat        | M | Gy | D | V | G+ | G– | Gk | P |
| ------------- | - | -- | - | - | -- | -- | -- | - |
| Portugália    | 3 | 2  | 0 | 1 | 4  | 2  | +2 | 6 |
| Görögország   | 3 | 1  | 1 | 1 | 4  | 4  | 0  | 4 |
| Spanyolország | 3 | 1  | 1 | 1 | 2  | 2  | 0  | 4 |
| Oroszország   | 3 | 1  | 0 | 2 | 2  | 4  | –2 | 3 |

| Csapat        | M | Gy | D | V | G+ | G– | Gk | P |
| ------------- | - | -- | - | - | -- | -- | -- | - |
| Portugália    | 3 | 2  | 0 | 1 | 4  | 2  | +2 | 6 |
| Görögország   | 3 | 1  | 1 | 1 | 4  | 4  | 0  | 4 |
| Spanyolország | 3 | 1  | 1 | 1 | 2  | 2  | 0  | 4 |
| Oroszország   | 3 | 1  | 0 | 2 | 2  | 4  | –2 | 3 |

## A mérkőzés
| 2004. július 4. 20:45 (CEST) |

| Portugália | 0–1                  | Görögország     |
| ---------- | -------------------- | --------------- |
|            | (0–0) ] Jegyzőkönyv] | Harisztéasz 57' |

| Estádio da Luz, Lisszabon Nézőszám: 62 865 Játékvezető: Markus Merk (német) |

| Portugália | Görögország |

| PORTUGÁLIA:          |    |                   |       |     |
|                      |    |                   |       |     |
| GK                   | 1  | Ricardo           |       |     |
| RB                   | 13 | Miguel            |       | 43' |
| CB                   | 16 | Ricardo Carvalho  |       |     |
| CB                   | 4  | Jorge Andrade     |       |     |
| LB                   | 14 | Nuno Valente      | 90+3' |     |
| CM                   | 6  | Costinha          | 12'   | 60' |
| CM                   | 18 | Maniche           |       |     |
| RW                   | 7  | Luís Figo         |       |     |
| AM                   | 20 | Deco              |       |     |
| LW                   | 17 | Cristiano Ronaldo |       |     |
| CF                   | 9  | Pauleta           |       | 74' |
| Cserék:              |    |                   |       |     |
| DF                   | 2  | Paulo Ferreira    |       | 43' |
| MF                   | 10 | Rui Costa         |       | 60' |
| FW                   | 21 | Nuno Gomes        |       | 74' |
| Szövetségi kapitány: |    |                   |       |     |
| Luiz Felipe Scolari  |    |                   |       |     |

| GÖRÖGORSZÁG:         |    |                           |       |     |
|                      |    |                           |       |     |
| GK                   | 1  | Andónisz Nikopolídisz     |       |     |
| RB                   | 2  | Júrkasz Szeitarídisz      | 63'   |     |
| CB                   | 5  | Traianósz Délasz          |       |     |
| CB                   | 19 | Mihalisz Kapszisz         |       |     |
| LB                   | 14 | Takisz Fisszasz           | 67'   |     |
| RM                   | 8  | Sztilianósz Janakópulosz  |       | 76' |
| CM                   | 6  | Ángelosz Baszinász        | 45+2' |     |
| CM                   | 7  | Theódorosz Zagorákisz     |       |     |
| LM                   | 21 | Konsztandínosz Kacuránisz |       |     |
| CF                   | 9  | Ángelosz Harisztéasz      |       |     |
| CF                   | 15 | Zíszisz Vrízasz           |       | 81' |
| Cserék:              |    |                           |       |     |
| DF                   | 3  | Sztilianósz Venetídisz    |       | 76' |
| FW                   | 22 | Dimitriosz Papadopulosz   | 85'   | 81' |
| Szövetségi kapitány: |    |                           |       |     |
| Otto Rehhagel        |    |                           |       |     |

| A mérkőzés játékosa: Theódorosz Zagorákisz Asszisztensek: Christian Schräer Jan-Hendrik Salver Negyedik játékvezető: Anders Frisk |

| A 2004-es labdarúgó-Európa-bajnokság győztese |
| --------------------------------------------- |
| GÖRÖGORSZÁG 1. cím                            |

## Statisztikák
|                 | Portugália | Görögország |
| --------------- | ---------- | ----------- |
| Gólok           | 0          | 1           |
| Összes lövés    | 16         | 4           |
| Kapura lövés    | 5          | 1           |
| Labdabirtoklás  | 58%        | 42%         |
| Szöglet         | 10         | 1           |
| Szabálytalanság | 19         | 21          |
| Les             | 4          | 3           |
| Sárga lap       | 2          | 4           |
| Piros lap       | 0          | 0           |